# Butyrivibrio crossotus
Butyrivibrio crossotus è una specie di batterio appartenente alla famiglia delle Lachnospiraceae.